# 1276 w polityce

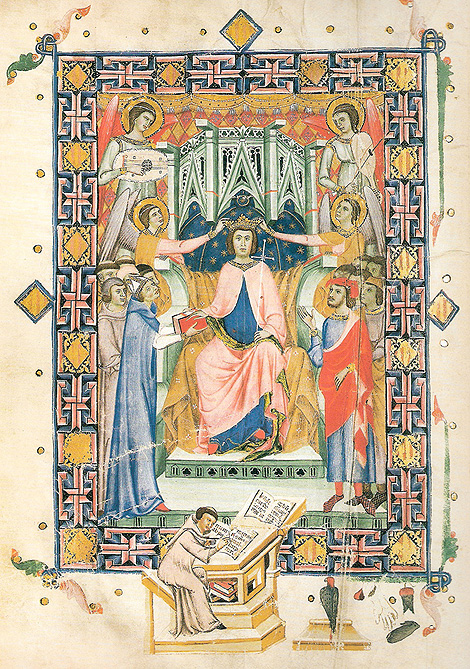
Jakub I Zdobywca

Wydarzenia polityczne w 1276 roku.

## Wydarzenia
- 21 września Rudolf I Habsburg odebrał Przemysłowi Ottokarowi II lenna w Austrii, zostawiając Czechy i Morawy[1][2].

## Urodzili się
- Wachtang III, król Gruzji[3].

## Zmarli
- 27 lipca Jakub I Zdobywca, król Aragonii[4][5][6].